# Bernard Gui

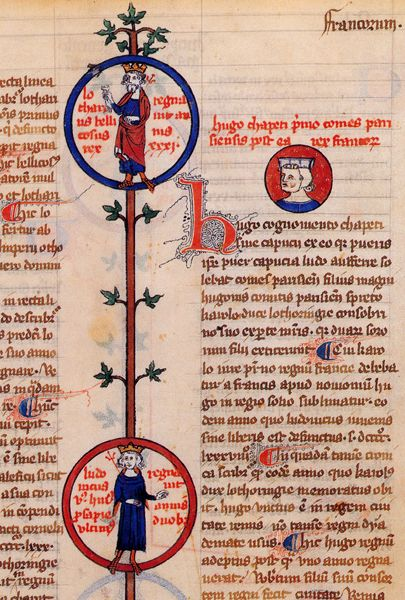
Illustration der Beziehung zwischen Lothar und Ludwig V. im Arbor genealogiae regum Francorum, MS B.N.F. fonds lat. 4975, f.121

Bernard Gui (auch Bernard Guy, deutsch Bernhard Gui, lat. Bernardus Guidonis; * 1261 oder 1262 in Royère bei La Roche-l’Abeille, heute Département Haute-Vienne; † 30. Dezember 1331 in Lauroux, heute Département Hérault) war ein südfranzösischer Dominikaner und Inquisitor. Er verfasste ein Handbuch der Inquisition und war Autor zahlreicher historiografischer, hagiografischer und ordensgeschichtlicher Schriften.

## Leben
Bernard Gui wurde in Royère geboren, einer Ortschaft südlich von La Roche-l’Abeille im Bistum Limoges. Über seine Familie ist nur bekannt, dass sein Onkel Bertran Auterii Priester war und ihm Geld zur Anschaffung von Büchern hinterließ, und dass später auch ein Neffe, Pierre Gui, in den Orden der Dominikaner eintrat und unter anderem eine Vita Bernards verfasste.
Zwischen 1266 und 1275 trat Bernard Gui als Novize in das Kloster der Dominikaner von Limoges ein. Am 16. September 1280 legte er sein endgültiges Ordensgelübde ab, und zwar in die Hände von Étienne de Salanhac († 1291), dessen Ordensgeschichte des Hl. Dominikus (De quattuor in quibus Deus praedicatorum ordinem insignivit) er später fortsetzte. Er erhielt seine Ausbildung in verschiedenen Ordensschulen in Limoges (1280–1281, 1283–1284), Figeac (1281–1282) und Bordeaux (1282–1283), unterrichtete 1284–1285 als Lektor für Theologie in Brive und absolvierte anschließend ein Studium der Theologie am Studium Generale des Konvents von Montpellier (1289–1291), der damals wichtigsten Schule der Dominikaner im Süden Frankreichs. In den folgenden Jahren wirkte er als Lehrer in Limoges (1291–1292), Albi (1292–1293) und Carcassonne (ab 1294) und war außerdem für jeweils drei Jahre Prior von Albi (1294–1297), Carcassonne (1297–1301), Castres (1301–1305) und schließlich auch seines Heimatkonvents Limoges (1305–1308).
Am 16. Januar 1307 wurde er zum Inquisitor von Toulouse ernannt und führte während seiner ersten Amtszeit bis 1316 zahlreiche Prozesse, aus denen neun „Sermones“ (große öffentliche Predigten mit anschließender Urteilsverkündung) mit insgesamt 536 Urteilen belegt sind. Darunter befinden sich auch die unter Bernard Gui 1309 und 1310 vollstreckten Todesurteile gegen die Brüder Pierre und Guillaume Autier, die Anführer der katharischen Bewegung. Am 11. September 1316 übergab er sein Amt an den Prior von Carcassonne, blieb aber weiter an Inquisitionsverfahren beteiligt. Von September 1319 bis 1323 amtierte er erneut als Inquisitor für Toulouse, Albi, Carcassonne und Pamiers. Aus dieser zweiten Amtszeit sind neun Sermones mit insgesamt 394 Urteilen bekannt. Während seine Amtsvorgänger im Ruf der Korruption und Bereicherungssucht gestanden hatten, ging Bernard Gui zwar nicht mit dem Fanatismus, der ihm später von Umberto Eco angedichtet wurde, aber doch mit der Effizienz eines gut organisierten und der Kirche gegenüber loyalen Bürokraten an die Verfolgung der ‚Häretiker‘ und ‚rückfälligen Juden‘ in seinem Amtsbezirk.
Als Häretiker verfolgte er in erster Linie Katharer und Beginen, von denen die letzteren zunehmend an Bedeutung gewannen. In einem Einzelfall verurteilte er 1320 auch einen Anhänger der Armutsbewegung Fra Dolcinos zu lebenslänglicher Kerkerhaft, einen aus Galicien stammenden 'Petrus Lucensis' (aus Lugo), der dieser Bewegung, nachdem er sie während eines längeren Aufenthalts in Oberitalien kennengelernt hatte, über zwanzig Jahre die Treue gehalten hatte und später Eco zu der Gestalt des in allen romanischen Sprachen durcheinander redenden Mönchs Salvatore inspirierte.  Gemäß der zu seiner Zeit gängigen Praxis, zu deren Befestigung und Regulierung er auch selbst in seinen Schriften beigetragen hat, ist er in zwei Fällen außerdem gegen Christen jüdischer Herkunft vorgegangen, die als judaei relapsi des Rückfalls in ihren jüdischen Glauben verdächtigt wurden. So hat er 1312 einen bereits Verstorbenen posthum verurteilt (die Gebeine wurden in einem solchen Fall exhumiert und verbrannt, das nachgelassene Erbe konfisziert) sowie 1319 einen Konvertiten, der während einer zeitweisen Emigration nach Katalonien rückfällig geworden sein soll, zu einer Kerkerhaft verurteilt. 1319 ließ er außerdem eine große Anzahl – zwei Karren voll – konfiszierter talmudischer Schriften öffentlich verbrennen.
In den insgesamt überlieferten 930 erlassenen Urteilen Bernard Guis gegen Häretiker wurden 42 Hinrichtungen ausgesprochen, 307 Urteile lauteten auf dauernde Kerkerhaft. Alle anderen Strafen bestanden aus unterschiedlichen Bußleistungen. Einem Drittel der Verurteilten wurde das Tragen von am Gewand aufgenähten „Ketzerkreuzen“ auferlegt.
Die vierjährige Pause zwischen den beiden Amtszeiten als Inquisitor war offenbar bedingt durch die Übernahme wichtiger Aufgaben für seinen Orden an der Kurie von Avignon. Ab 1317 fungierte er dort für etwa vier Jahre als Generalprokurator der Dominikaner. Am 29. Januar 1317 wurde er von Papst Johannes XXII. gemeinsam mit dem Franziskaner Bertrand Augier de La Tour als päpstlicher Nuntius nach Italien entsandt, um Friedensverhandlungen zwischen den norditalienischen und toskanischen Städten zu führen. Ein im April 1318 in Asti erreichtes Friedensabkommen blieb jedoch ohne Wirkung, und die beiden Gesandten kehrten noch im selben Frühjahr an die Kurie zurück. Am 21. September 1318 wurden die beiden erneut beauftragt, diesmal im Konflikt zwischen dem französischen König Philipp V. und Graf Robert III. von Flandern zu vermitteln. Die Verhandlungen wurden in Paris und Compiègne geführt und am 11. Oktober 1318 in der Abtei Royallieu durch ein Friedensabkommen abgeschlossen.
Während seiner Zeit an der Kurie und seiner Amtsperiode als Inquisitor war Bernard auch in die Vorbereitung der Heiligsprechung Thomas von Aquins involviert. Er verfasste auf der Grundlage der Arbeit von Wilhelm von Tocco eine Lebensbeschreibung (Legenda sancti Thomae de Aquino, 1318/23), die in zwei Redaktionen vorliegt und im 14. Jahrhundert auch ins Kastilische übersetzt wurde, außerdem ein offizielles Verzeichnis der Werke des Heiligen (1320), bei dessen feierlicher Heiligsprechung am 18. Juli 1323 er dann vermutlich persönlich zugegen war.
Am 26. August 1323, als Bernard bereits über 60 Jahre alt war, ernannte Johannes XXII. ihn zum Bischof von Túy in Galicien, es scheint jedoch nicht, dass Bernard dieses Amt wirklich antrat. Im Sommer 1324 erhielt er dann die südfranzösische Diözese Lodève im heutigen Département Hérault, wo er am 7. Oktober feierlich Einzug hielt, noch im selben Winter eine erste Visitation seiner neuen Diözese durchführte und am 24. März 1325 den Treueid der Einwohner von Lodève entgegennahm. Im Rahmen seiner Bemühungen um die Ordnung der Verhältnisse in der Diözese ließ er eine heute nur noch durch ein Inventar von 1498 und abschriftliche Auszüge bezeugte Sammlung erstellen, die ein Kartular der Diözese in fünf Büchern, Statuten (1325–26), einen Katalog der Bischöfe von Lodève und ein Register der Kirchen der Diözese umfasste. 1330 führte er eine erneute Visitation durch und beging außerdem an der Kurie in Avignon den 50. Jahrestag seines Ordensgelübdes, das er vor dem Generalmeister Barnabas von Vercelli erneuerte. Am 30. Dezember 1331 starb er in seiner bischöflichen Residenz, der Burg Lauroux bei Lodève. Seinem eigenen Wunsch gemäß wurde sein Leichnam in seine Heimatdiözese Limoges überführt und dort in der Kirche des Dominikanerkonvents bestattet.

## Schriften
Bernard Gui hat zahlreiche, oft über viele Jahre hinweg immer wieder redigierte und ergänzte Werke und Materialsammlungen hinterlassen. Neben kleineren theologischen und liturgischen Arbeiten umfasst sein Werk insbesondere Schriften, Sammlungen und historisch bedeutsame Personenverzeichnisse zur Geschichte des Dominikanerordens – darunter die ersten systematischen Sammlungen der Akten der Provinzial- und Generalkapitel des Ordens –, kirchengeschichtliche Schriften und Sammlungen zur Geschichte der Konzilien, der Päpste und der Diözesen von Toulouse, Limoges und Lodève, sowie historische Kompilationen zur Geschichte der römischen Kaiser und der französischen Könige.
Unter den kirchengeschichtlichen Arbeiten erlangte besonders seine Sammlung von Papstviten (Flores chronicorum) große Verbreitung, die seit 1311 in mindestens zehn verschiedenen Rezensionen entstand und auch in zwei anonymen französischen Bearbeitungen erhalten ist. Von den Papstviten sind vor allem die zu Clemens V. und Johannes XXII. aufgrund seiner Augenzeugenschaft und intimen Kenntnisse der Vorgänge an der Kurie auch heute noch als historische Quellen von Bedeutung.
An hagiografischen Werken verfasste er außer der bereits erwähnten Thomasvita ein als historisch-kritisches Gegenstück zur populären Legenda aurea gedachtes Speculum sanctorale in vier Teilen. Die beiden ersten Teile zu Heiligen der biblischen und der Väterzeit entstanden bis 1324 und wurden Johannes XXII. gewidmet; zwei weitere Teile zu Märtyrern und zu Bekennern und Jungfrauen folgten bis 1329.
Besonderes Interesse bei den späteren Historikern hat Bernards Tractatus de practica inquisitoris gefunden, der vermutlich bereits während seiner Amtszeit als Inquisitor begonnen und 1322–1324 abgeschlossen wurde. Es handelt sich um ein Handbuch, das dem Inquisitor das nötige Wissen über die Lehren, Rituale, Organisationsformen und typischen Verhaltensweisen von Katharern (Kap. 1), Waldensern (Kap. 2), Pseudo-Apostolikern (Kap. 3), Beginen und franziskanischen Spiritualen (Kap. 4), Juden (Kap. 5) sowie Zauberern, Wahrsagern und Geisterbeschwörern (Kap. 6) an die Hand geben soll, um sie identifizieren und im Verhör überführen zu können. Das Werk bietet außerdem eine Sammlung von Eidesformeln für das Abschwören (Kap. 7) sowie zwei Anhänge, von denen der erste eine ausführliche und historisch wertvolle, auf einer nicht sicher von Bernard selber stammenden Vorlage beruhende Darstellung der Geschichte der Pseudo-Apostoliker ist (De secta illorum qui se dicunt esse de ordine apostolorum), während der zweite verschiedene Hilfsmittel für den Inquisitor, unter anderem Formeln für die Vereidigung von Prozessbeteiligten, bereitstellt.

## Nachleben
Außer den Flores chronicorum wurden noch zahlreiche weitere Werke Bernards im 14. Jahrhundert ins Französische übersetzt. Die meisten dieser Übersetzungen stammen von dem normannischen Karmeliter Jehan Golein, der in den 60/70er-Jahren in Paris im Auftrag Karls V. Schriften Bernards zusammen mit anderen lateinischen Werken in die Volkssprache übertrug. Diese Übersetzungen existieren jedoch meist nur in einer einzigen Handschrift und erlangten keine weitere Verbreitung. Popularität hat das Werk Bernard Guis im Mittelalter außerhalb kirchlicher und gelehrter Kreise nicht mehr erreicht. Auch eine Heiligsprechung, die offenbar zeitweise von seinem Neffen Pierre Gui betrieben wurde, blieb ihm versagt.
Populär wurde er dagegen als fiktionale Gestalt durch Umberto Ecos Roman Der Name der Rose (1980) und die gleichnamige Verfilmung von Jean-Jacques Annaud, welche die schon von Eco sehr frei gezeichnete Person des Inquisitors, dargestellt durch den Schauspieler F. Murray Abraham, noch weiter zu einer Karikatur verzerrt. Der Verfilmung ist es zuzuschreiben, dass der Name Bernard Guis heute vielfach auch außerhalb Italiens in der italianisierten Form „Bernardo Gui“ wiedergegeben wird.

## Werkverzeichnis
Das Verzeichnis folgt mit geringfügigen Ergänzungen der Bio- und Bibliografie von Thomas M. Käppeli, Scriptores Ordinis Praedicatorum Medii Aevi, t. I, Rom 1970, p. 205–226 (zitiert als Kaeppeli 1970).

### Theologie und Liturgie
- De praeceptis decalogi, de articulis fidei, de sacramentis ecclesiae.
- Libellus articuli fidei. Ed. Célestin Douais, Le Synodal de Lodève, accompagné du Libellus de articulis fidei, Paris: Picard, 1894, p. 51–76
- Dicta sanctorum atque doctorum ecclesiae de peccato originali.
- De ordinatione officii missae. Ed. Doussot, in: Mélanges de littérature et d’histoire religieuses, publ. à l’occasion du jubilé épiscopal de Mgr Cabrières, évêque de Montpellier, 1874–1899, Paris: Picard, 1899, vol. I, p. 362–377
- Nomina apostolorum Iesu Christi.
- Nomina discipulorum domini Iesu Christi (Rez. I: 1313, Rez. II: vor 25. Juni 1317)

### Hagiografie
- Legenda s. Thomae de Aquino (1318/23), recensio brevior ed. D. Prümmer, Saint-Maximin 1927 (= Fontes Vitae Aquinatis, fasc. 3, Revue thomiste 1913–1927, p. 162-263); Angelico Ferrua, S. Thomae Aquinatis vitae fontes praecipuae, Alba: Edizioni domenicane, 1968, p. 127–195; kastilische Übs. ed. Luis G. Alonso Getino, Leyenda de Santo Tomas de Aquino siglo 14, Madrid 1924 (= Biblioteca clasica dominicana, 8)
- Speculum sanctorale (Teile I–II vor 20. Juli 1324, III–IV vor 21. Juli 1329). Teilausgaben bei Kaeppeli 1970, no. 612, p. 210. Für die Vita Dominiks zu ergänzen durch Simon Tugwell, Bernardi Guidonis scripta de Sancto Dominico, Rom 1998 (= Monumenta ordinis fratrum praedicatorum historica, 27).

### Konzilien und Papstgeschichte
- De temporibus et annis generalium et particularium conciliorum (Rezension I: 1314–16, Rezension II: bald nach Nov. 1317).
- Extractiones aus dem Opusculum tripartitum von Humbertus de Romanis zum Konzil von Lyon, Ed. Edmond Martène / Ursin Durant, Veterum scriptorum et documentorum historicorum, dogmaticorum, moralium amplissima collectio, t.VII (Paris: Montalant, 1733), col. 174–198
- Flores chronicorum seu catalogus pontificum Romanorum (10 verschiedene Rezensionen von 1311–1331). Teilausgaben bei Kaeppeli 1970, no. 615, p. 214.
- Pontifices Romani sive catalogus brevis pontificum Romanorum (Rez. I-II bis 1314/16, Rez. III–IV bis 1329/30). Teilausgaben bei Kaeppeli 1970, no. 616, p. 215

### Römische Kaisergeschichte
- Imperatores Romani sive catalogus brevis imperatorum Romanorum (4 Rezensionen, 1312/13).

### Französische Könige
- Reges Francorum (7 Kurzrezensionen, 1312–1330; 3 Langrezensionen 1320–1330).
- Nomina regum Francorum (3 Rezensionen: 1313, 1314, 1316/20).
- Arbor genealogiae regum Francorum (5 Rezensionen: 1313, 1314, 1317, 1320, 1330/31).
- Descriptio Galliarum.

### Ordensgeschichte der Dominikaner
- De quatuor in quibus deus praedicatorum ordinem insignivit. Ed. Thomas Kaeppeli, Rom 1949 (= Monumenta Ordinis Fratrum Praedicatorum Historica, 22).
- Catalogus magistrorum O.P. (3 Rezensionen: 1304, 1311, 1312). Ed. Edmond Martène / Ursin Durant, Veterum scriptorum et documentorum historicorum, dogmaticorum, moralium amplissima collectio, t. VI (Paris: Montalant, 1729), col.397–417; Analecta S. Ordinis Praedicatorum 21 (1933–1934), p. 515–521 (vita S. Dominici); Simon Tugwell, Bernardi Guidonis scripta de Sancto Dominico, Rom 1998 (= Monumenta ordinis fratrum praedicatorum historica, 27).
- Catalogus priorum provincialium (1303–1315). Ed. Edmond Martène / Ursin Durant, Veterum scriptorum et documentorum historicorum, dogmaticorum, moralium amplissima collectio, t. VI (Paris: Montalant, 1729), col. 418–436.
- De fundatione et prioribus conventuum privinciae Tolosanae et Provinciae. Ed. A. Armagier, Rom 1961 (= Monumenta Ordinis fratrum praedicatorum historica, 24).
- Numerus et nomina conventuum fratrum ac monasteriorum sororum in singulis provincii totius Ordinis. Teilausgaben bei Kaeppeli 1970, no. 626, p. 221.
- Priores provinciales sic sendent in capitulo generali.
- Acta capitulorum generalium O.P. (bis 1315). Ed. B. M. Reichert, Rom 1898-1899 (= Monumenta Monumenta Ordinis fratrum praedicatorum historica, 3–4).
- Acta capitulorum provincialium prov. Provinciae (1239–1302) et prov. Tolosanae (1303 ff.). Teilausgaben bei Kaeppeli 1970, no. 629, p. 629.

### Inquisition
- Liber sententiarum (1308–1323). Ed. Annette Pales-Gobilliard, Le livre des sentences de l’inquisiteur Bernard Gui, Paris: CNRS, 2002 (= Sources d’histoire médiévale, 30), 2 vols.
- Practica officii inquisitionis (1323–24). Ed. Célestin Douais, Practica inquisitionis heretice pravitatis, auctore Bernardo Guidonis, Paris: Picard, 1886; zu ergänzen durch Le manuel de l’inquisiteur, édité et annoté par Guillaume Mollat, avec la collaboration de G. Drioux, Paris: Champion, 1926–1927 (= Les classiques de l’histoire de France au Moyen Age, 8–9); dt. Übers. Das Buch der Inquisition: das Originalhandbuch des Inquisitors Bernard Gui, eingeführt und herausgegeben von Petra Seifert, übersetzt aus dem Lateinischen von Manfred Pawlik, München: Pattloch, 1999

### Geschichte der Diözesen Toulouse, Limoges und Lodève
- Priores ordinis Artigiae (Rez. I: 1312, II: 1313). Ed. J. Becquet, Aux origines du Prieuré d’Artige, chef d’ordre canonical en Limousin, in: Bulletin de la Société archéologique et historique du Limousin 90 (1963), p. 94–97
- Priores Grandimontis (Rez. I-II: 1313, III: 1318). Teilausgaben siehe Kaeppeli 1970, no. 632, p. 223
- Nomina episcoporum Lemovicensium (Rez. I: 1315, II: 1316, III: 1317/20). Teilausgabe für 1226–1317: Recueil des Historiens des Gaules et de la France, t.XXI (Paris 1855), p. 754–755.
- De fundatione et progressu monasterii S. Augustini Lemovicensis. Teilausgaben siehe Kaeppeli 1970, no. 634, p. 224.
- Nomina sanctorum quorum corpora Lemovicensem dioecesim ornant. Vgl. Kaeppeli 1970, no. 635, p. 225.
- Nomina episcoporum Tolosanae sedis (1313–17). Teilausgabe für 1270–1317: Natalis de Wailly / Joseph-Daniel Guigniaut, Recueil des historiens des Gaules et de la France, t. XXI (Paris 1855), p. 753–754.
- Comites Tolosani. Ed. Recueil des historiens des Gaules et de la France, t. XII (Paris 1781), p. 372–373; t. XIX, p. 225–228.
- Fontes historici ecclesiae Lodovensis collecti. Siehe Kaeppeli 1970, no. 638, p. 226.